# Talisia esculenta
Talisia esculenta là một loài thực vật có hoa trong họ Bồ hòn. Loài này được (A. St.-Hil.) Radlk. miêu tả khoa học đầu tiên năm 1878.

## Hình ảnh

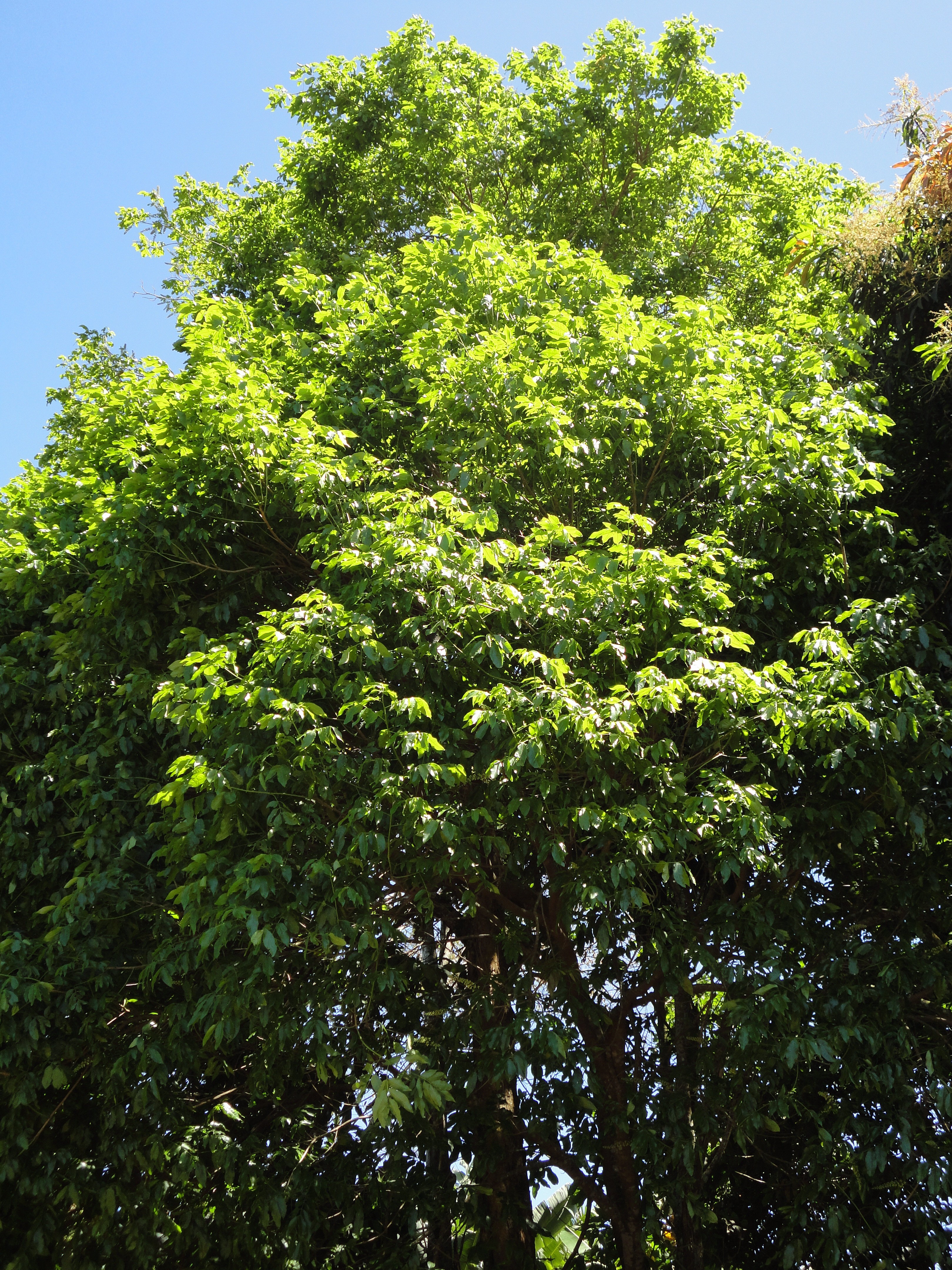
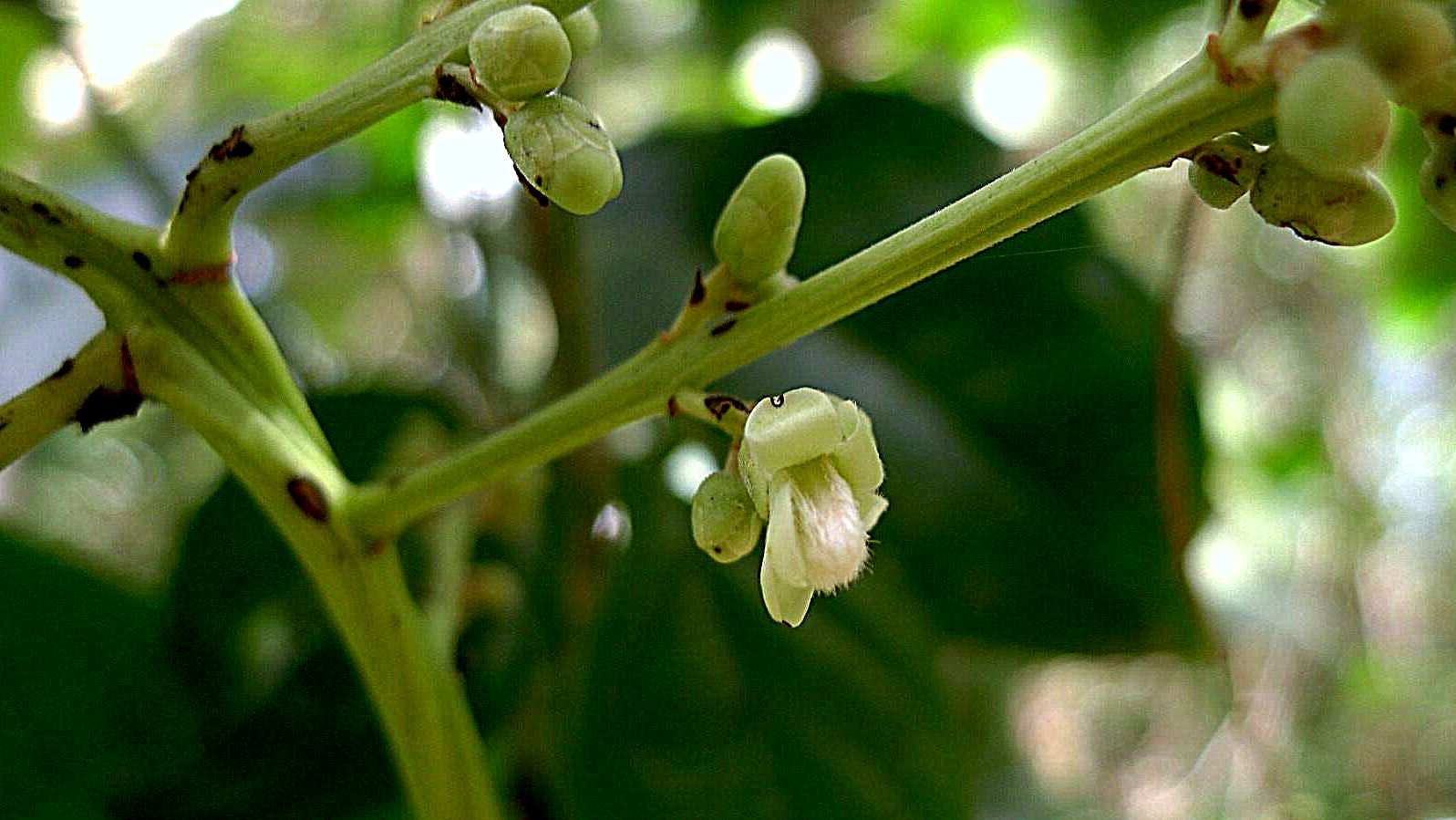
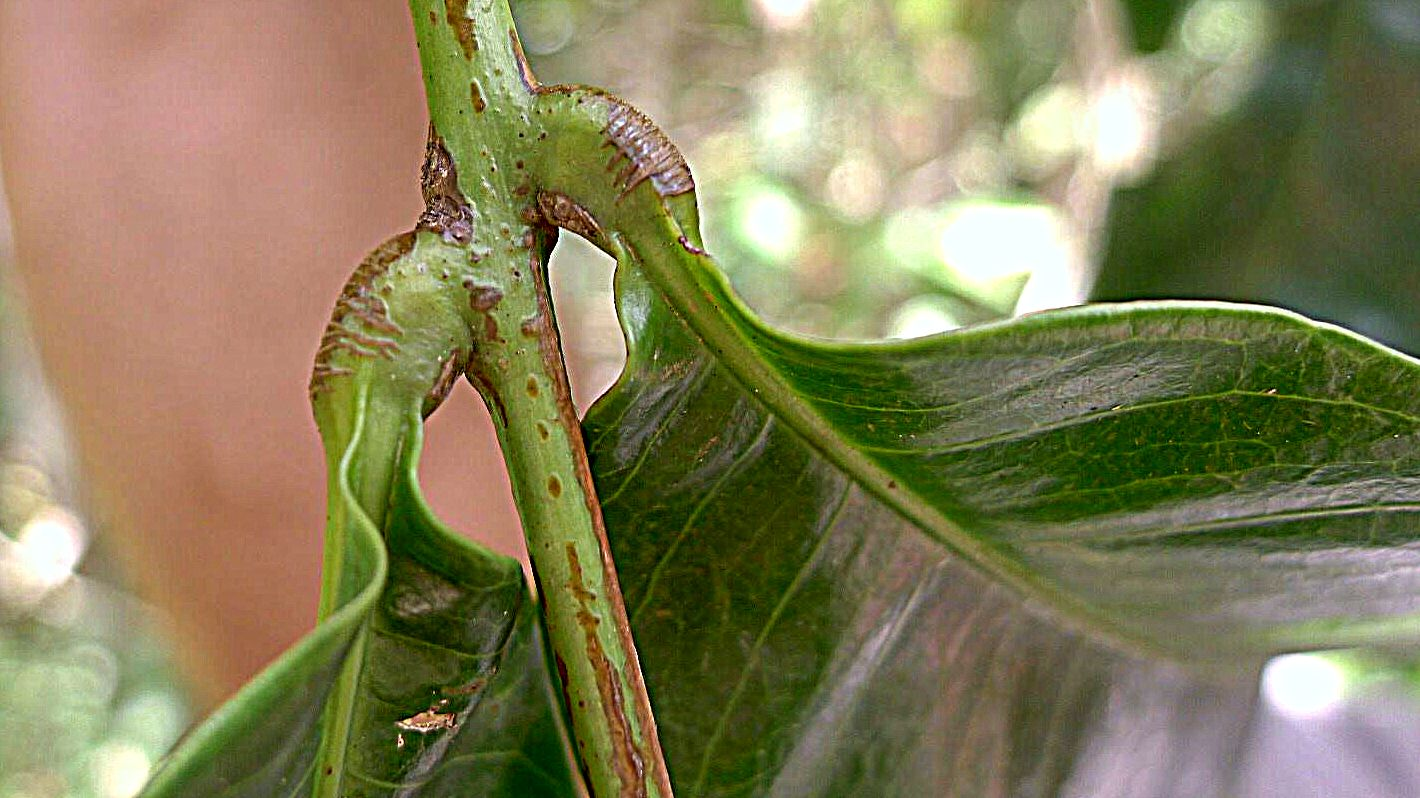
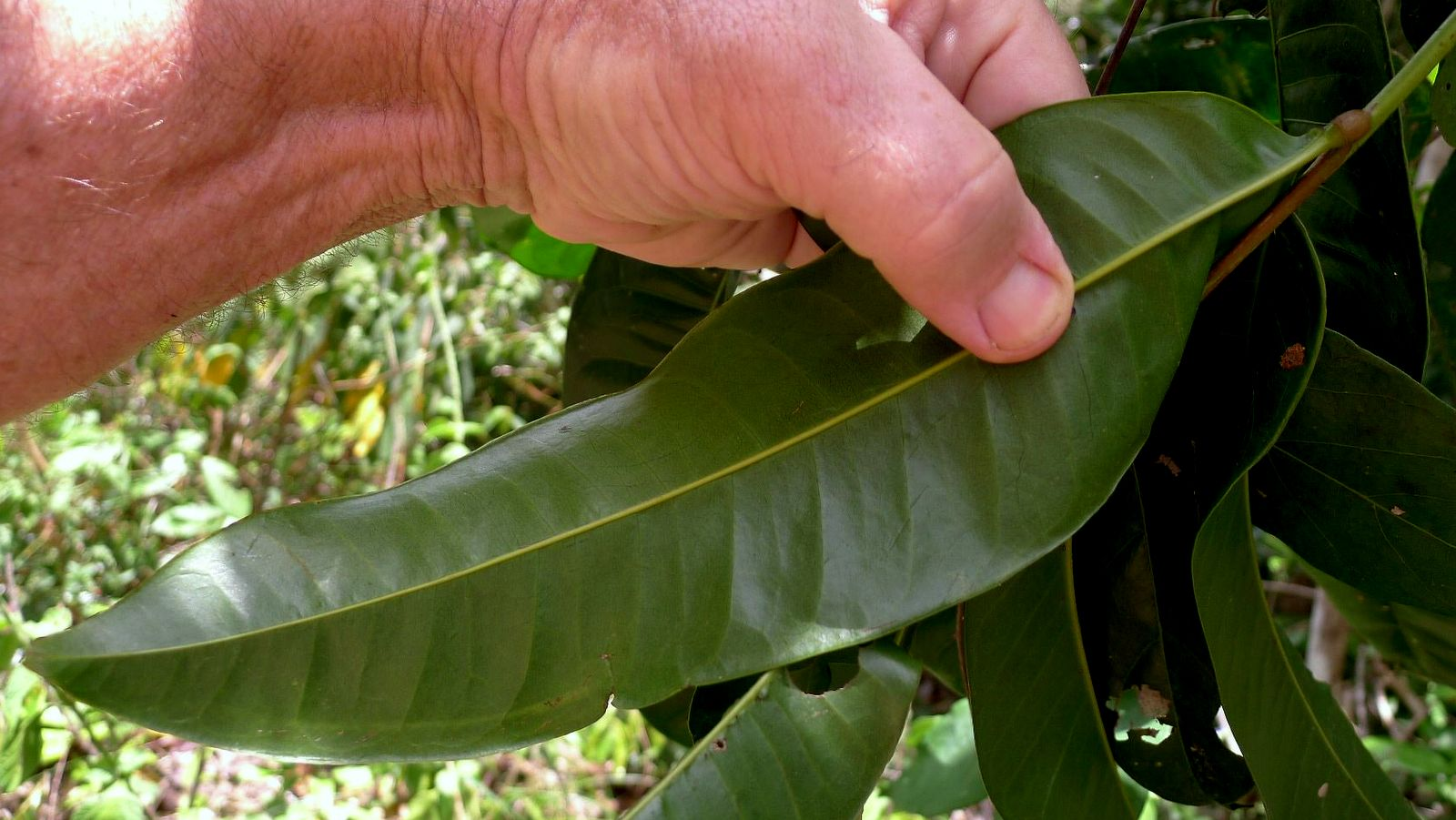